# Charles Lavaud
Charles François Lavaud (Lorient, 25 mars 1798 - Brest, 14 mars 1878) est un officier de marine français.

## Biographie
Fils d'un marin bordelais ruiné par les événements de Saint-Domingue, il s'engage dans la marine en 1810 comme mousse. Il sert alors au Sénégal (1820-1823) puis lors de la Guerre d'Espagne (1824-1825).
Lieutenant de vaisseau (1825), il voyage dans le Levant, aux Antilles et dans le Pacifique et devient en 1829, chef de la station de l'Atlantique Nord, poste qu'il conservera jusqu’en 1838. Il travaille alors à l'hydrographie de Terre-Neuve. 
En 1839, il est nommé commandant de L'Aube dont la mission est de protéger les baleiniers et les missionnaires français du Pacifique. Il doit aussi aider à l'installation de colons français en Nouvelle-Zélande dans la Péninsule de Banks qui a été achetée dans sa quasi-totalité en août 1838 par Jean-François Langlois un capitaine baleinier.
Il part alors de Brest le 19 février 1840, passe le cap de Bonne-Espérance et, après une escale en Tasmanie, arrive dans la Baie des Îles dans l'Ile Nord de la Nouvelle-Zélande le 11 juillet 1840. Il y apprend par Jean-Baptiste Pompallier, missionnaire mariste français, que les britanniques ont pris possession par le traité de Waitangi de toute l'île du Nord depuis février 1840 et qu'ils s'apprêtent à faire de même pour l'île du Sud. 
Lavaud fait alors cap sur la Péninsule de Banks mais n'y arrive que le 19 juillet, soit cinq jours après la prise de possession de l'Ile Sud par les britanniques. Les colons français parviennent tout de même à s'établir dans la Baie de Paka Ariki (future French Bay) et y fonder le village de Akaroa. Lavaud obtient des britanniques la garantie des biens français mais ne peut que s'incliner sur le plan de la souveraineté. En mars 1842, il passe sur l'Allier mais reste à Akaroa pour continuer à y défendre les intérêts français, ce qu'il fera jusqu’en octobre 1843. 
En 1846, il est nommé Gouverneur des Établissements français d'Océanie et arrive à Papeete avec sa femme et ses enfants le 21 mai 1847. Il succède alors à Armand Joseph Bruat et termine la pacification de Tahiti. Il obtient le départ de Jacques-Antoine Moerenhout et obtient la signature de la reine Pomare IV à la convention d'août 1847 qui restera en vigueur jusqu’à l'annexion de l'île en 1880. 
De retour en France en 1850, il devient en juin 1852 préfet maritime du troisième arrondissement à Lorient. Contre-amiral (11 juin 1853), commandant en sous-ordre dans l'escadre d'évolutions (1er janvier 1857), membre du Conseil d'amirauté, il quitte le service actif en mars 1860 et est nommé en 1870, commandant de la Garde nationale de Brest où il finit sa vie.

## Publication
- Instructions pour naviguer sur la côte occidentale de l'île de Terre-Neuve, 1838

## Récompenses et distinctions
- Grand officier de la Légion d'honneur, 6 août 1858[1].